# Biserica de lemn din Brazii

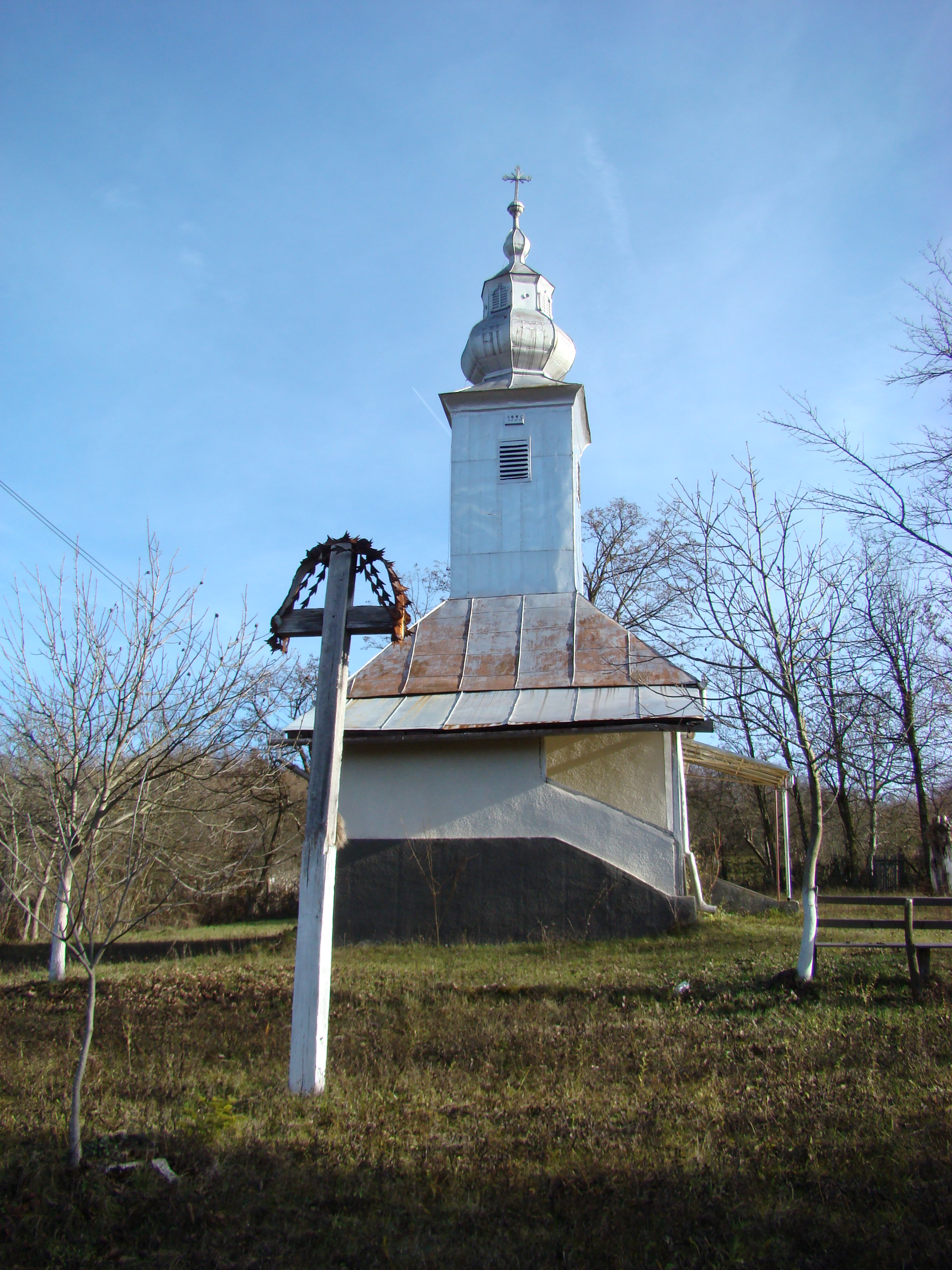
Biserica de lemn „Adormirea Maicii Domnului” din Brazii, comuna Brazii, județul Arad, foto: noiembrie 2009.

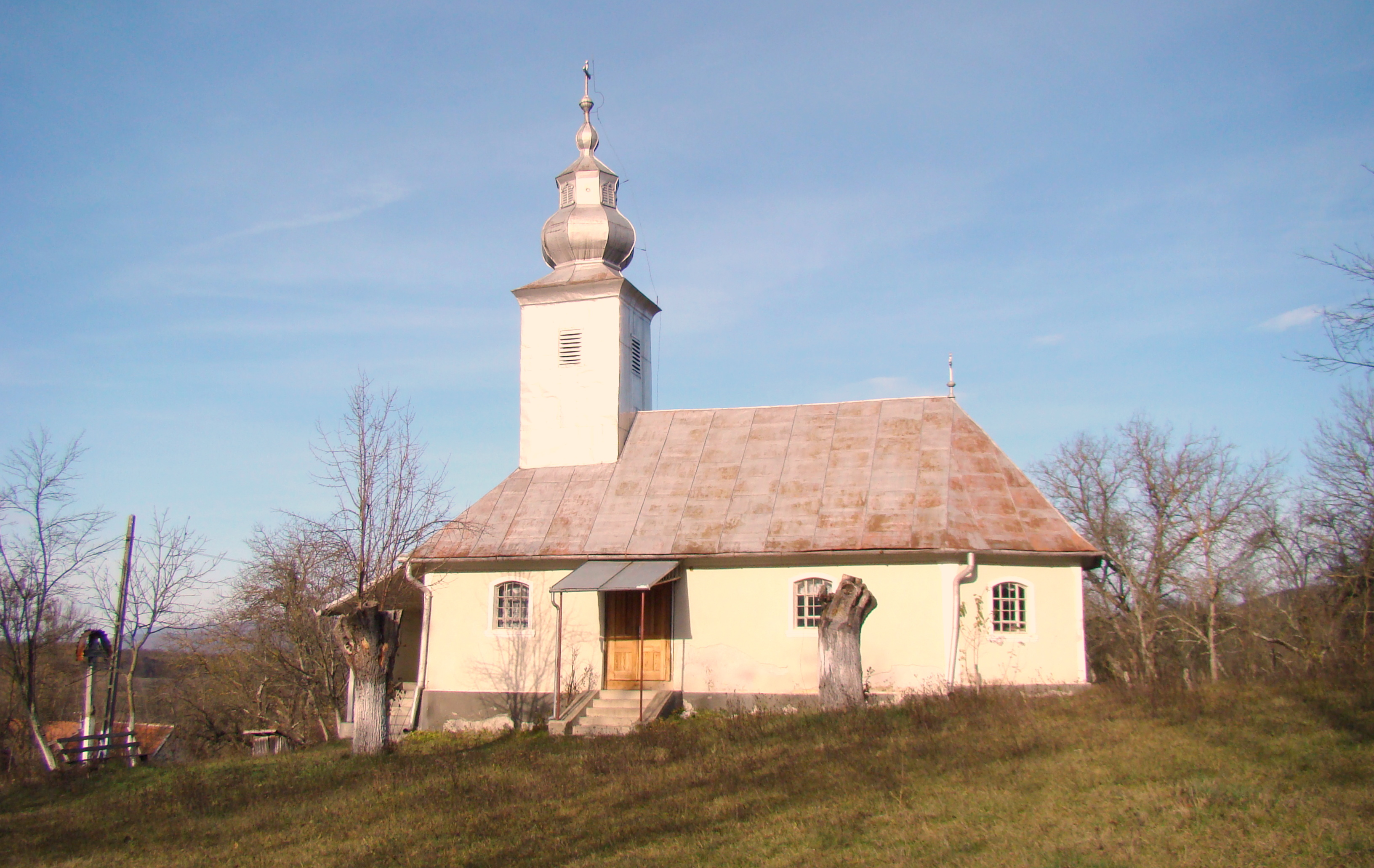
Biserica de lemn „Adormirea Maicii Domnului” din Brazii, comuna Brazii, județul Arad, foto: noiembrie 2009.

Biserica de lemn din Brazii, comuna Brazii, județul Arad, datează din anul 1866. Are hramul „Adormirea Maicii Domnului”. Biserica nu se află pe noua listă a monumentelor istorice.

## Istoric și trăsături
Satul Brazii este situat la 5 km de Gurahonț pe un drum pietruit. Sediul Primăriei este într-un castel vechi datând din jurul anului 1800. Parcul ce-l înconjoară adăpostește brazi înalți, dintr-o specie rară. De la acesti brazi derivă actuala denumire a comunei, în locul celei vechi, „Satu-Rău", devenită anacronică. Până după 1844 documentele nu consemnează existența unei biserici în această localitate, credincioșii frecventând lăcașul de cult din parohia Iacobini. După mutarea satului pe vatra actuală, la poalele „Deluțului", în anul 1866 a fost construită actuala biserică de lemn care poartă hramul „Adormirea Maicii Domnului". De formă dreptunghiulară, absida altarului este poligonală cu trei laturi și în prelungirea navei. Pereții sunt tencuiți la exterior, și la interior, inclusiv bolțile. Învelitoarea acoperișului, ca și clopotnița, este din tablă. Pe peretele de apus, biserica are un pridvor deschis. Biserica a deținut o frumoasă colecție de icoane pe sticlă, aflată acum la Mănăstirea Arad-Gai.

## Imagini din exterior

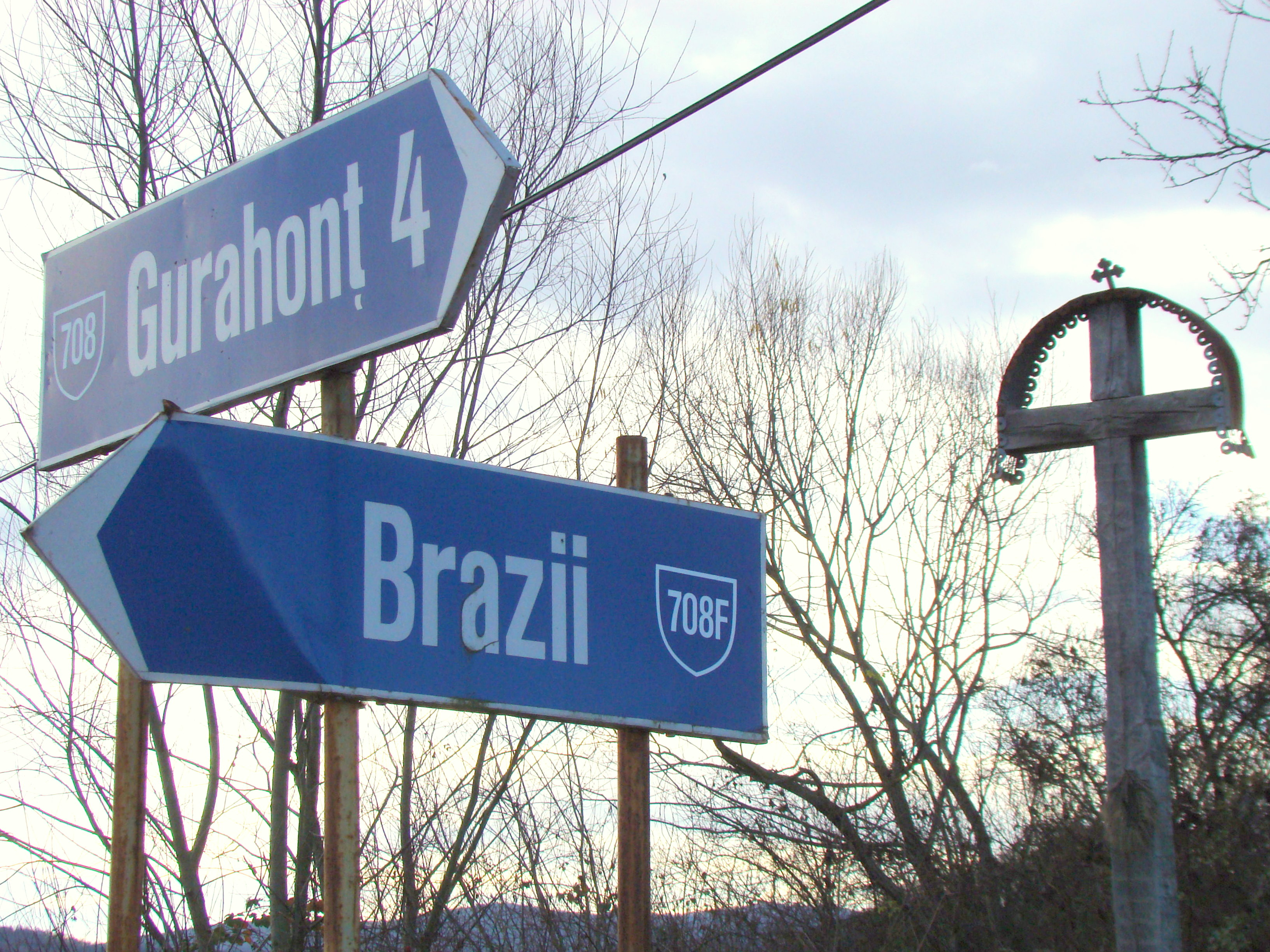
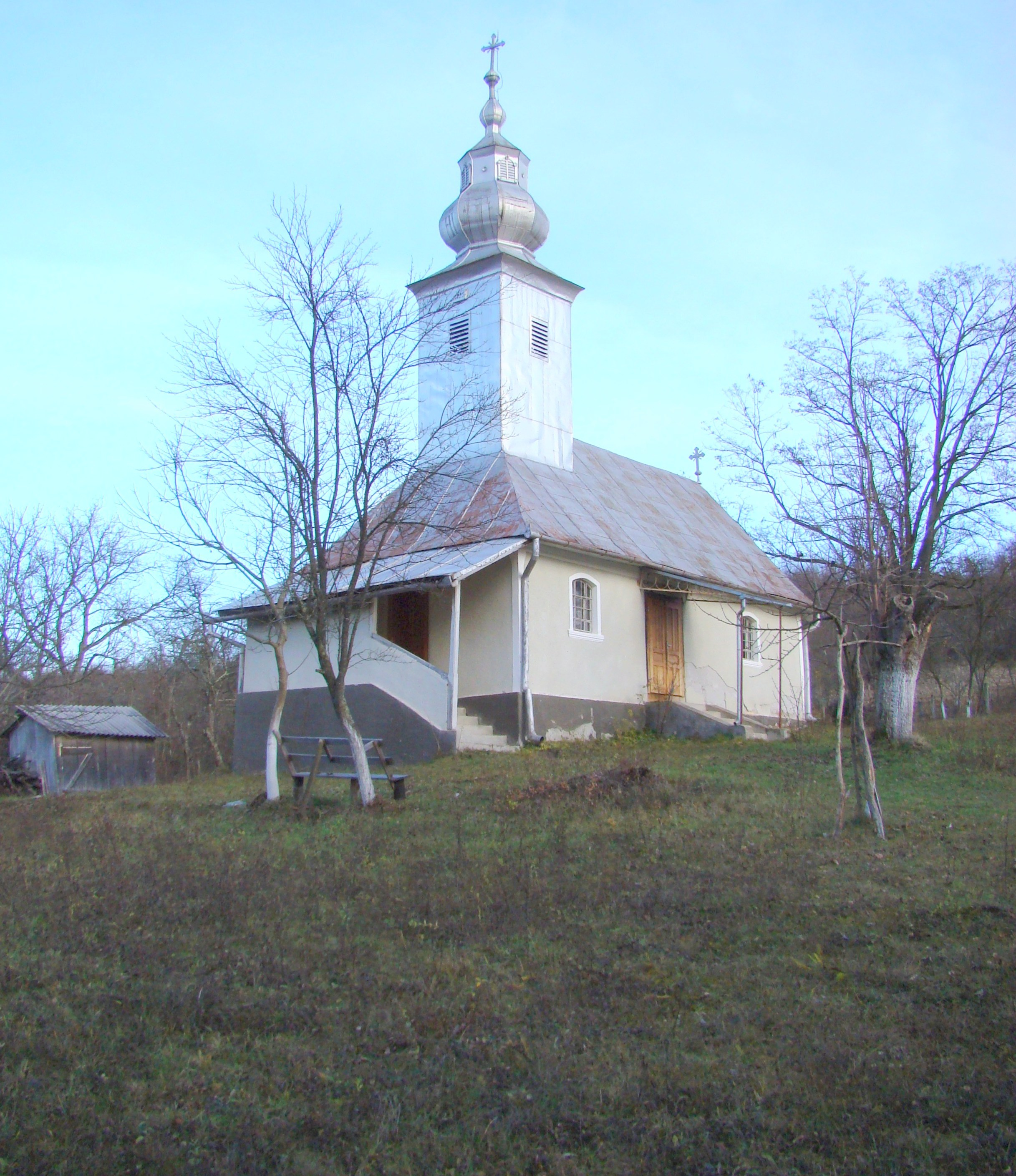
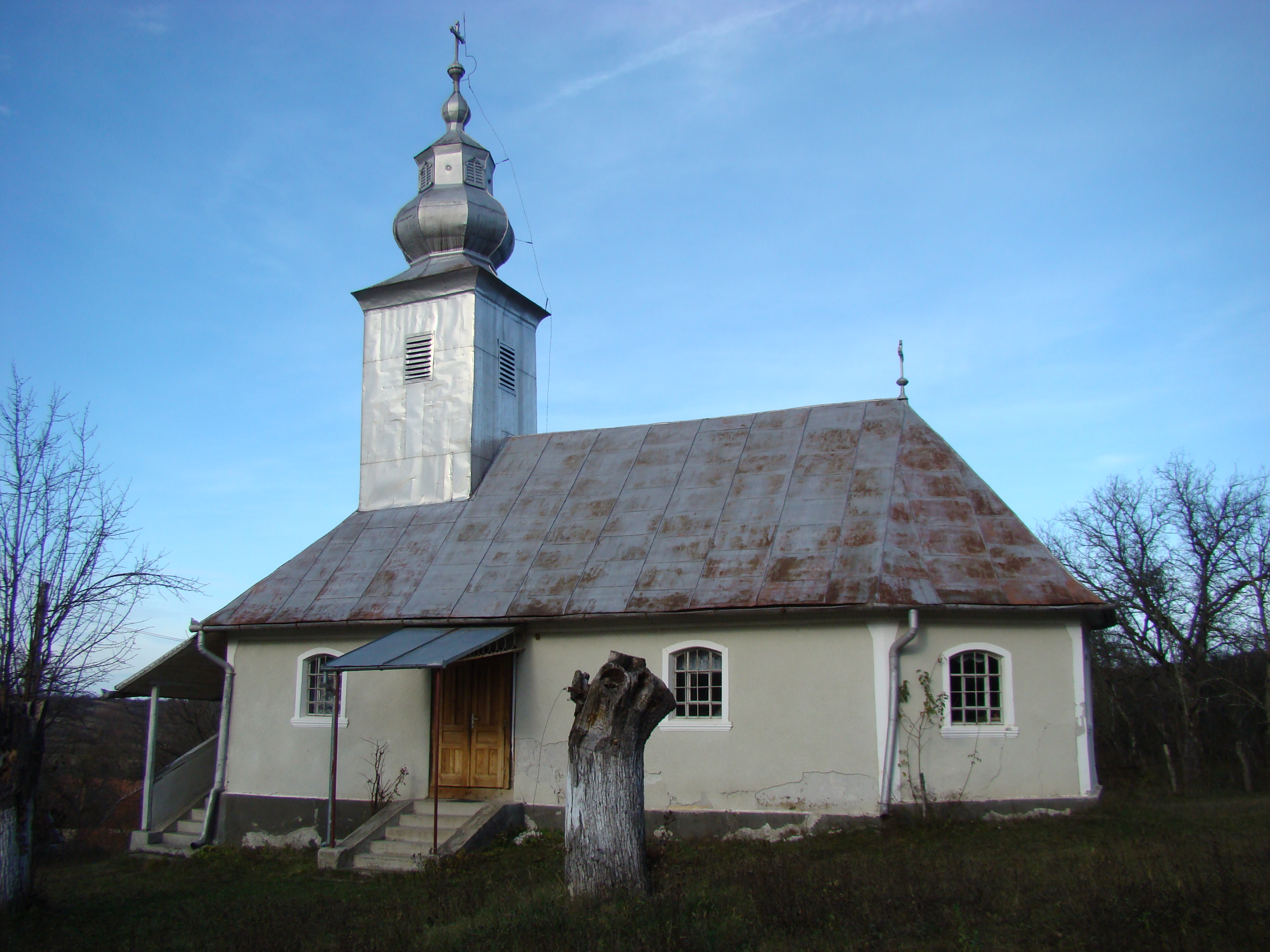
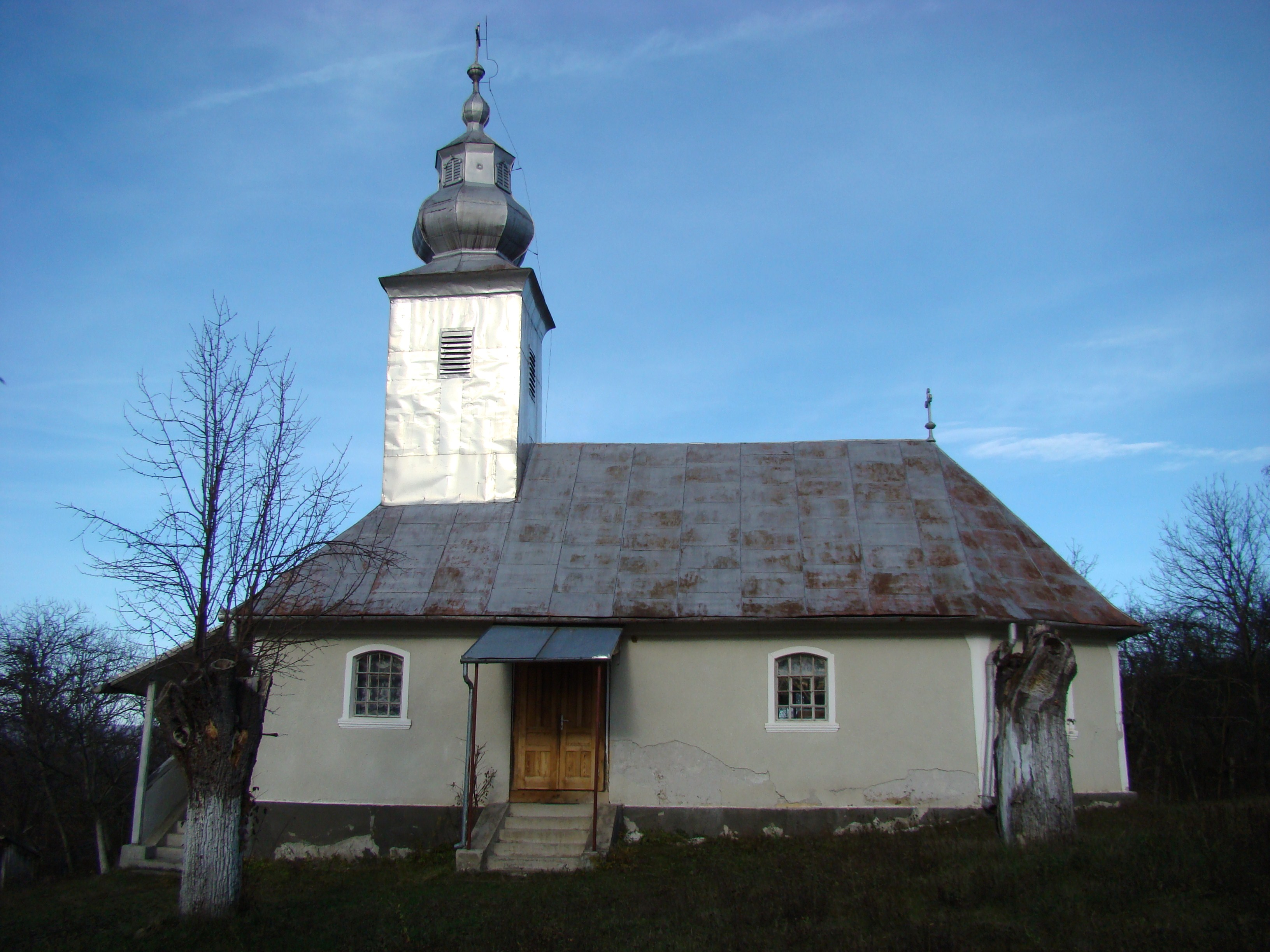
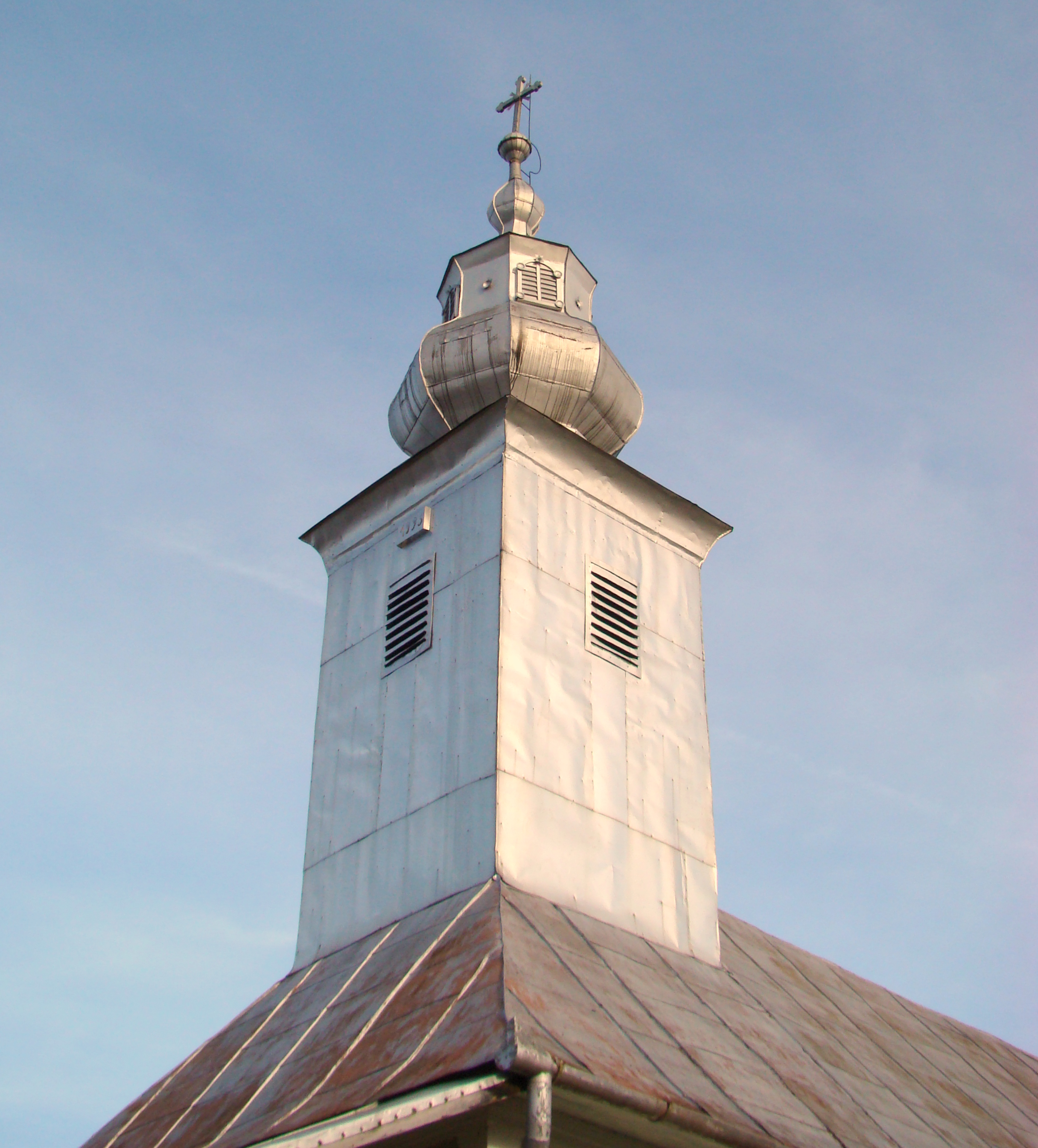
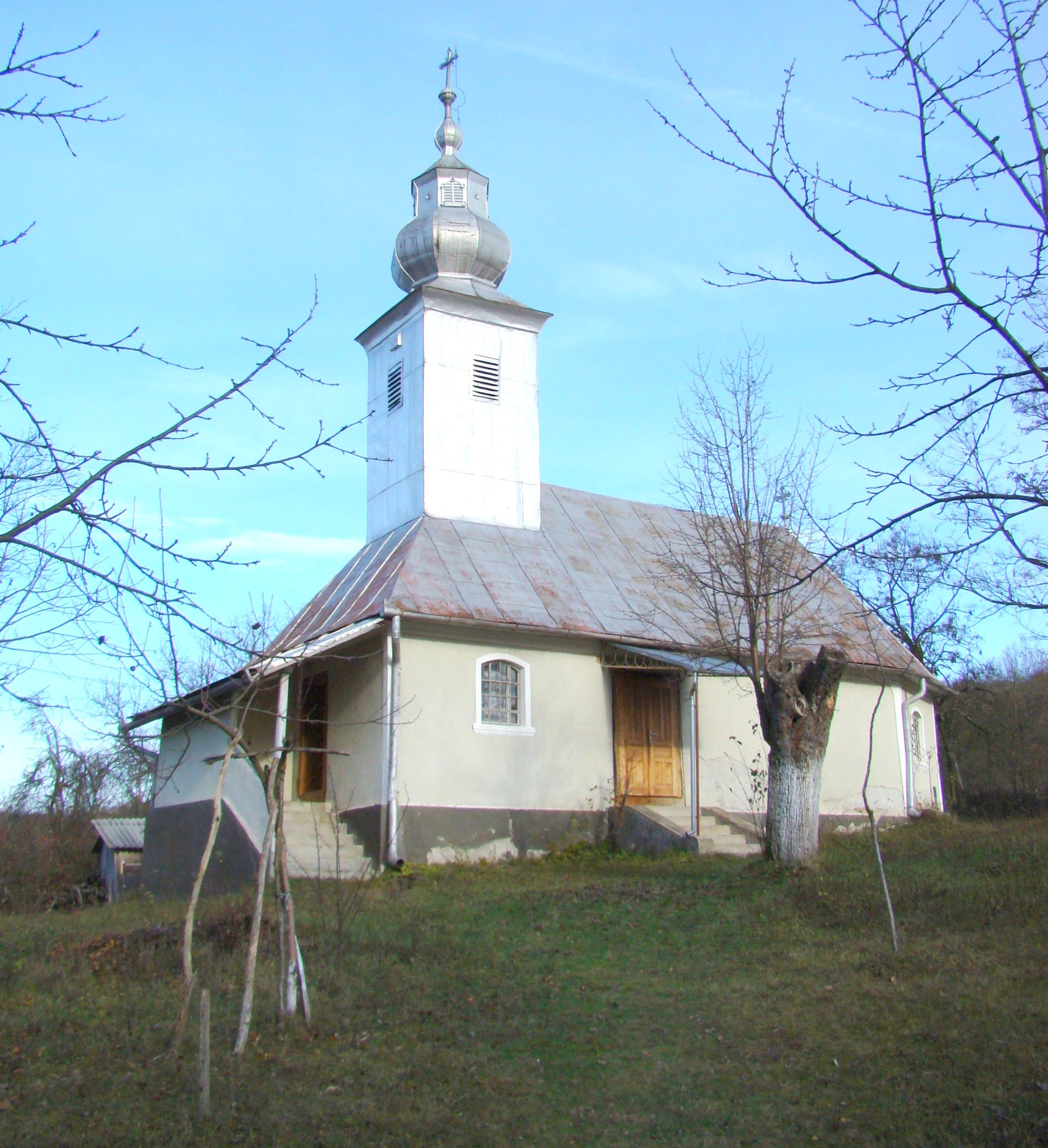
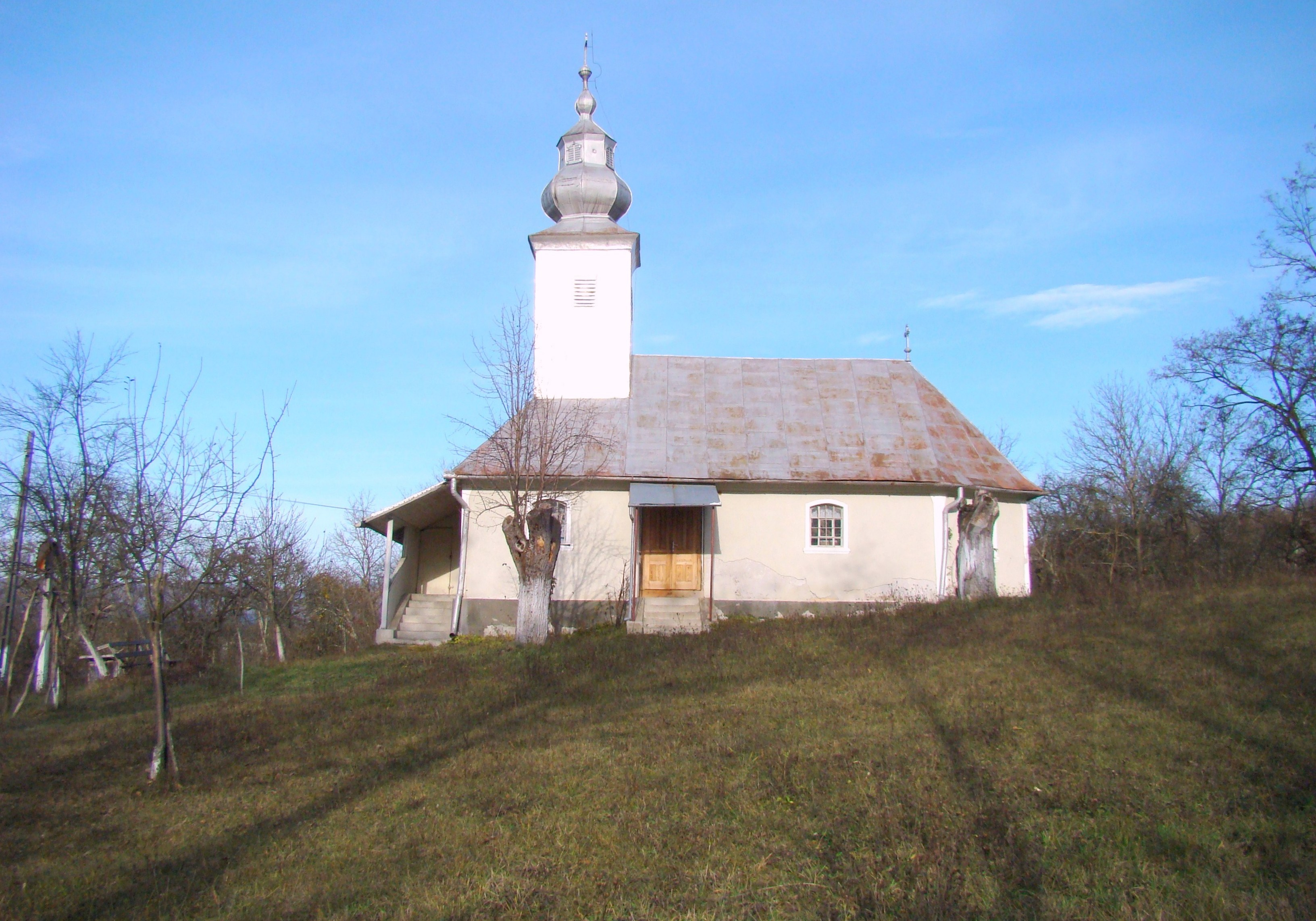
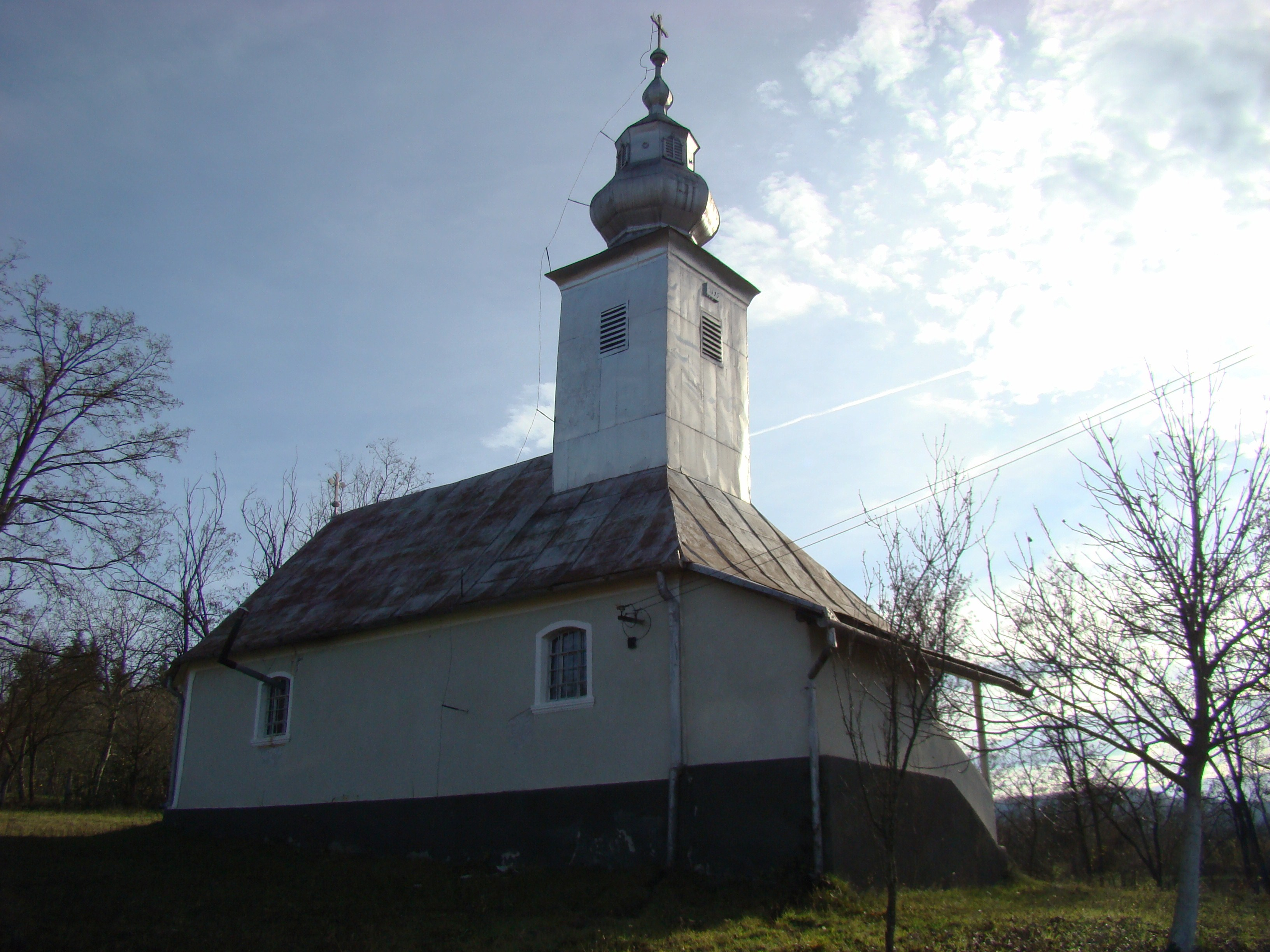
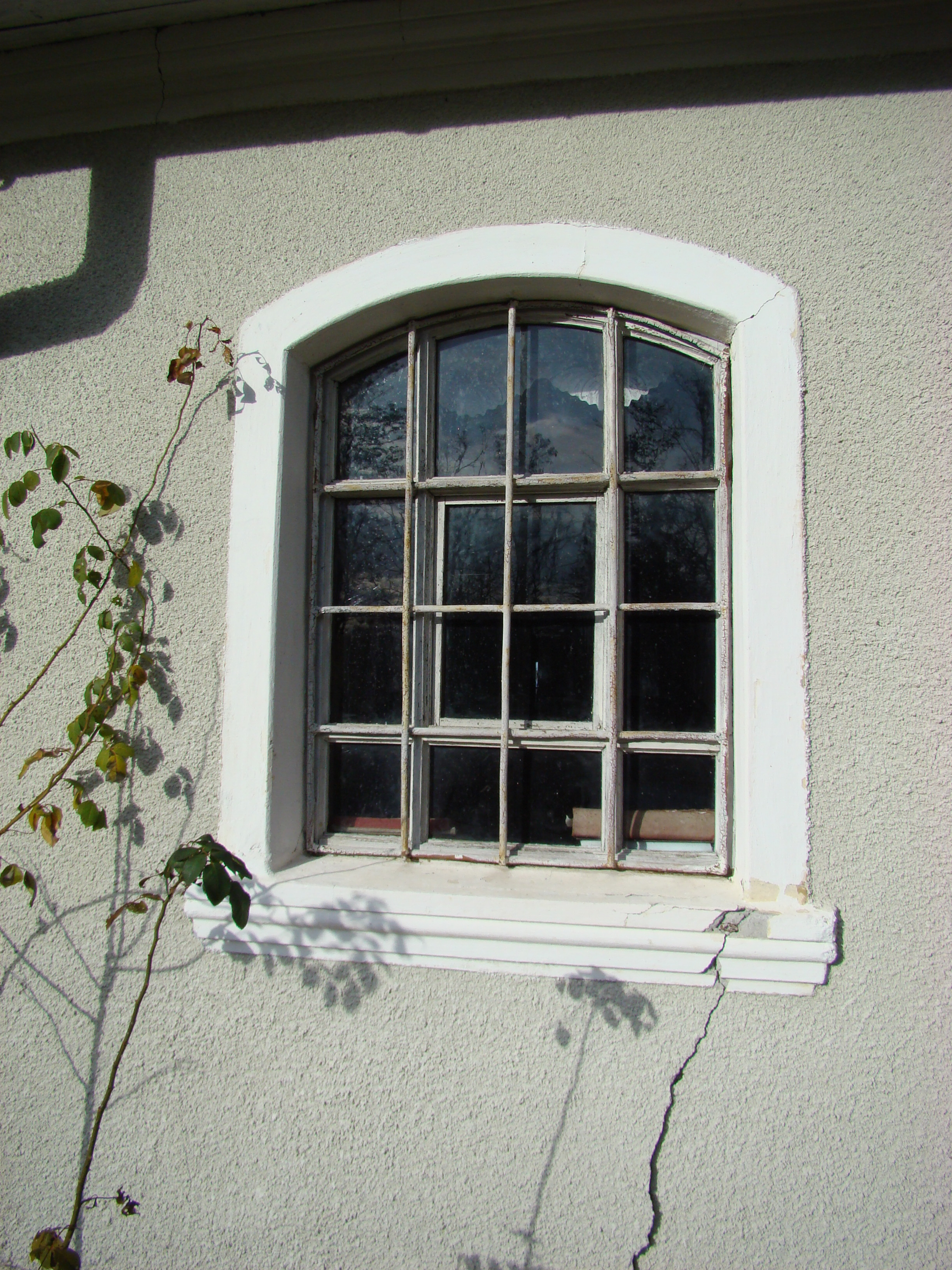
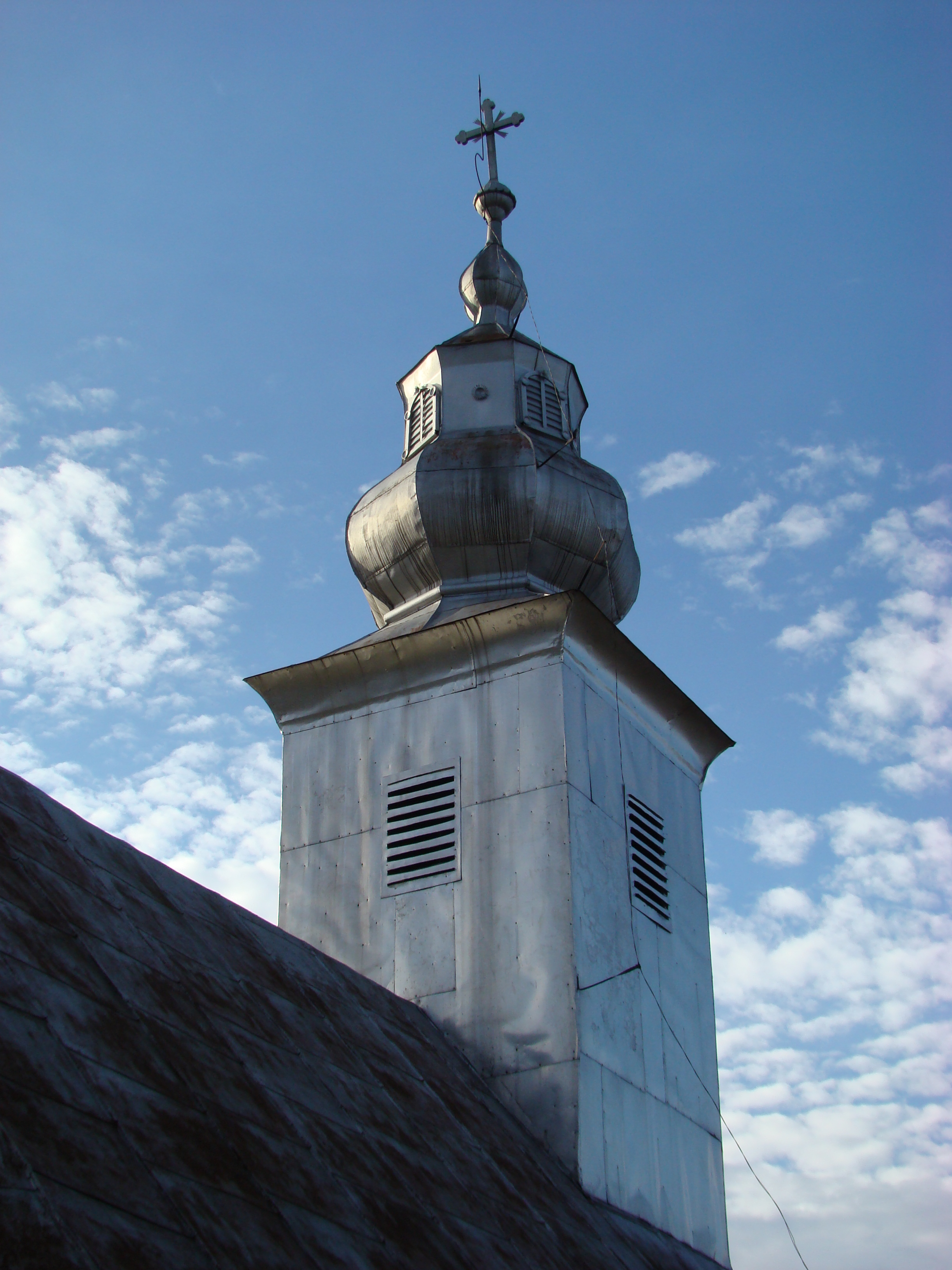
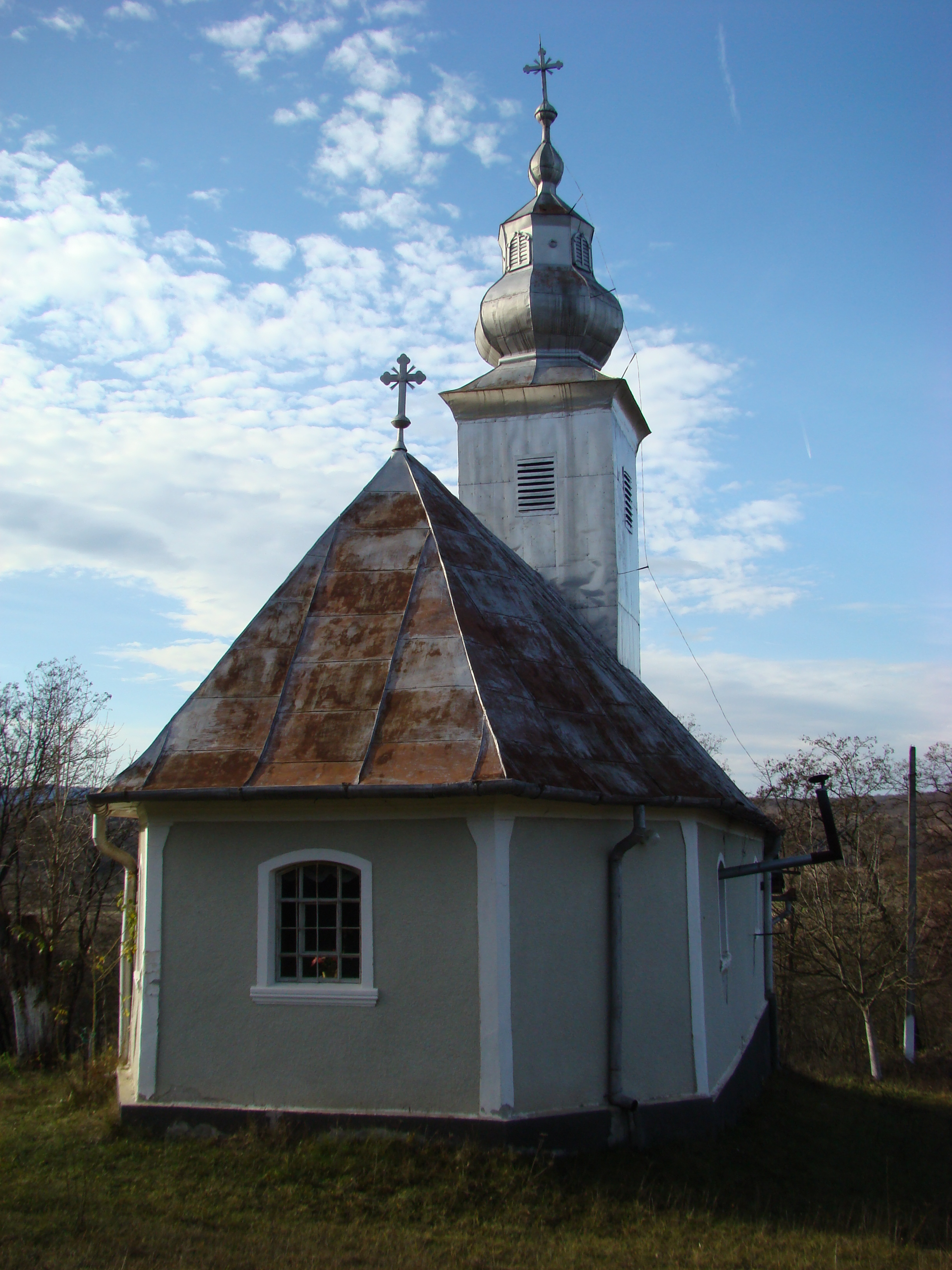
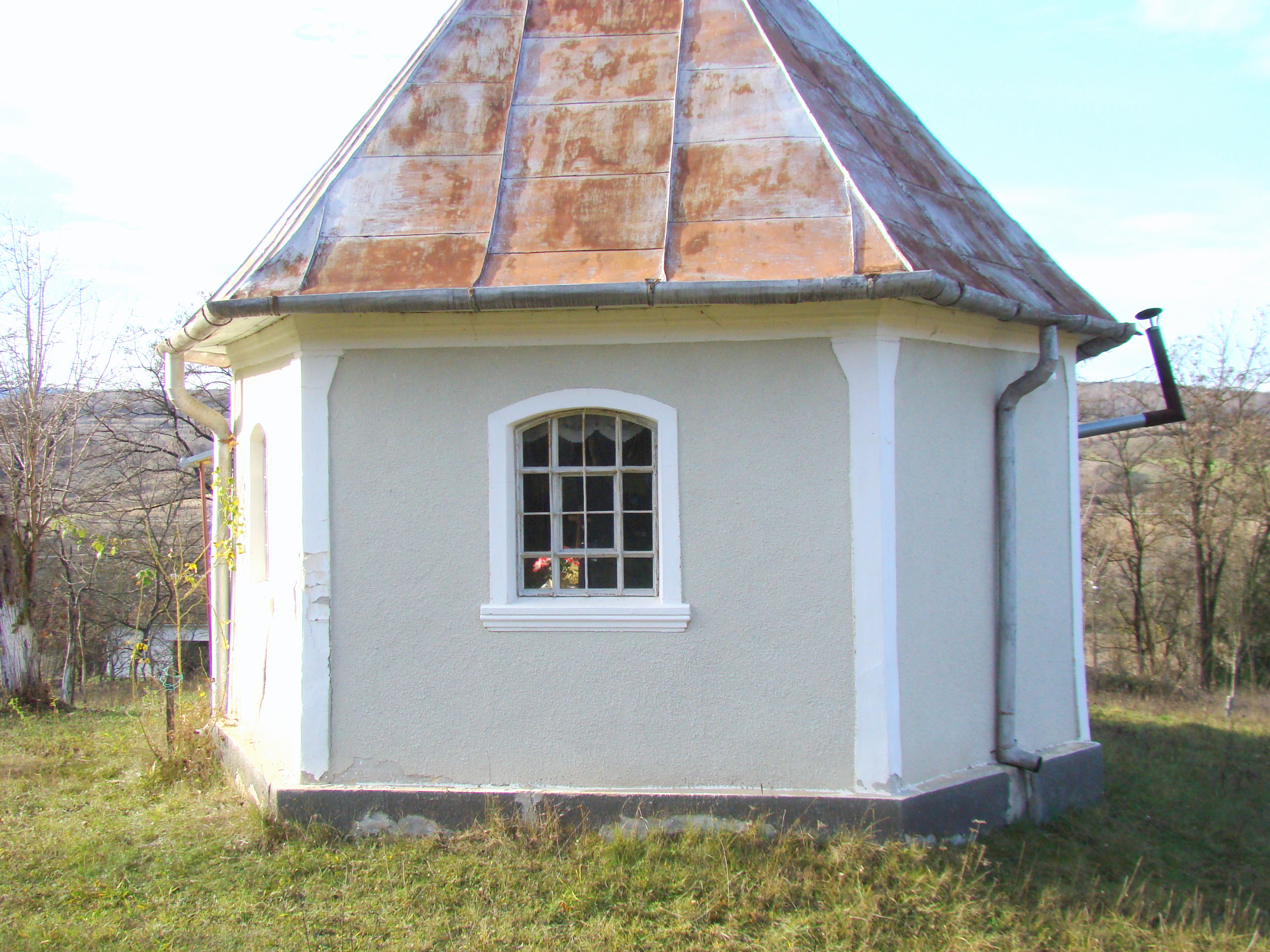
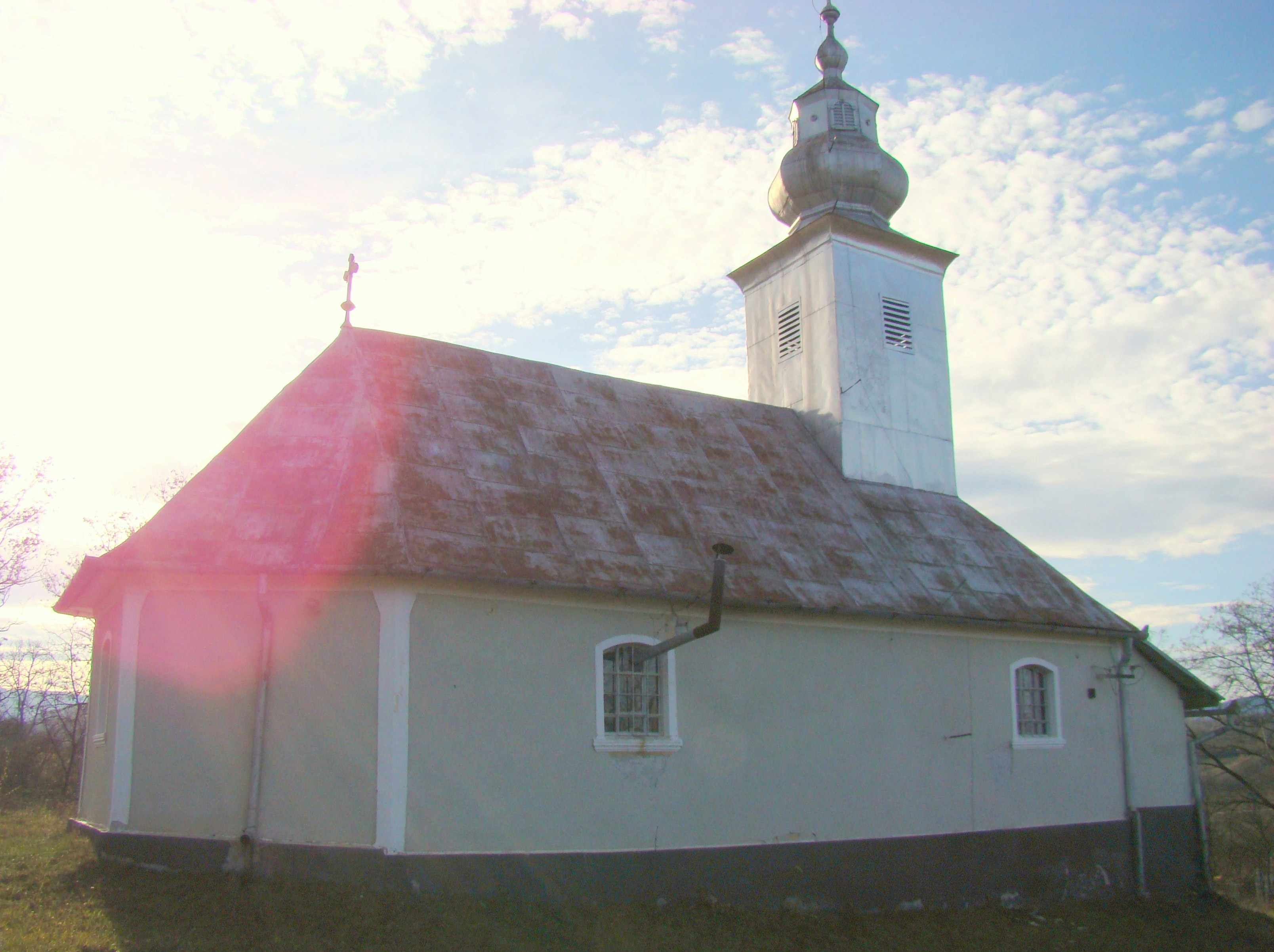
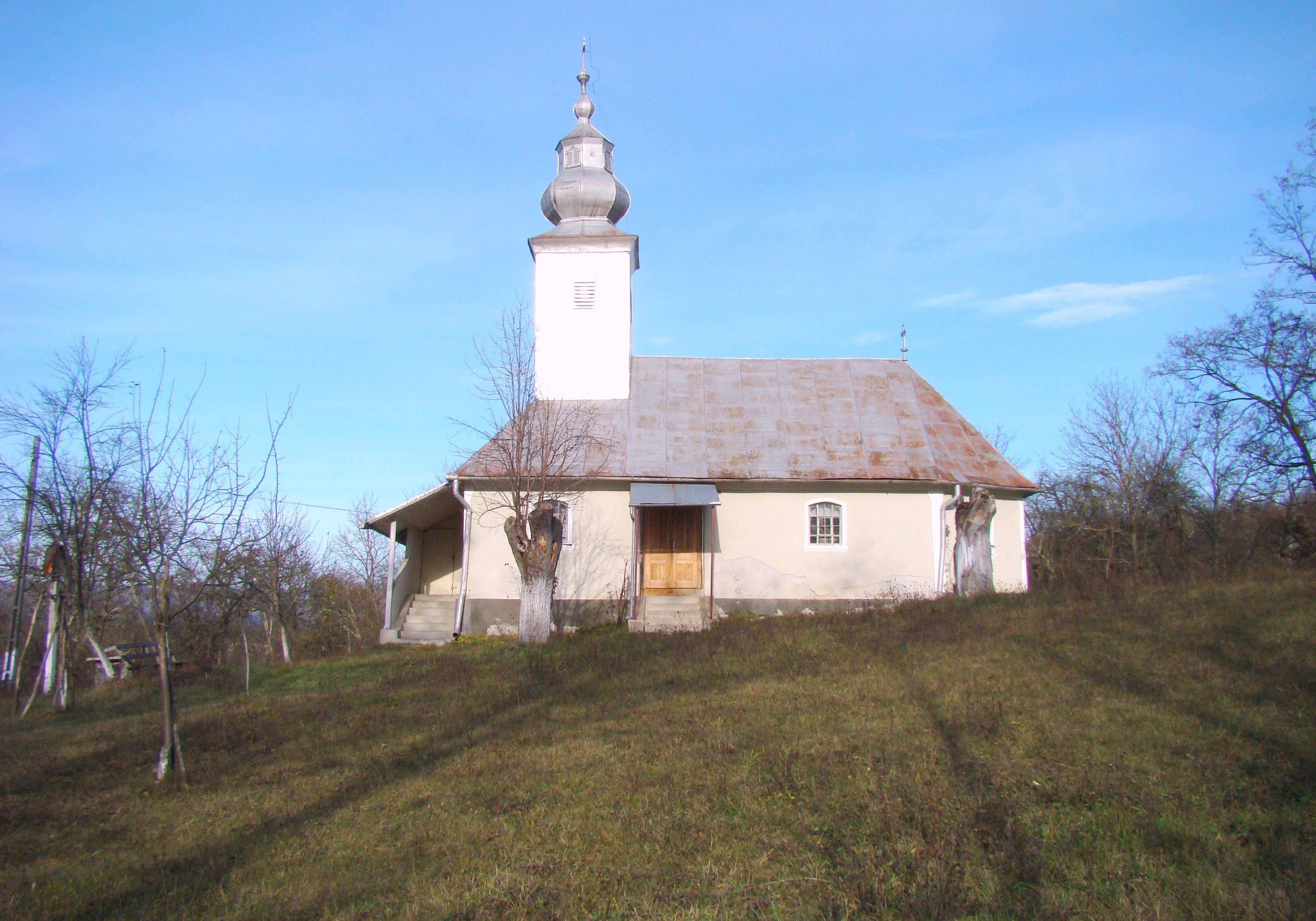
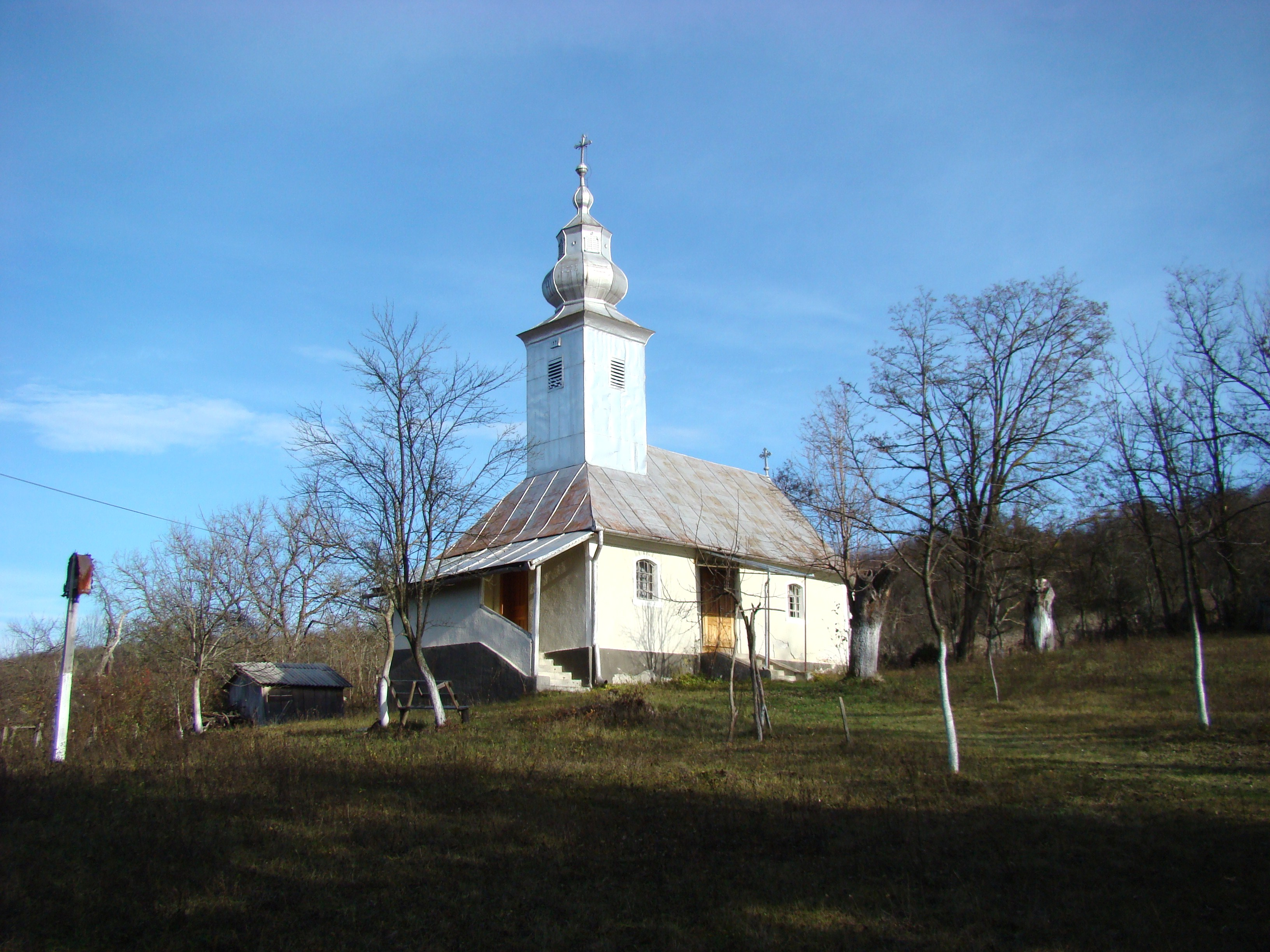
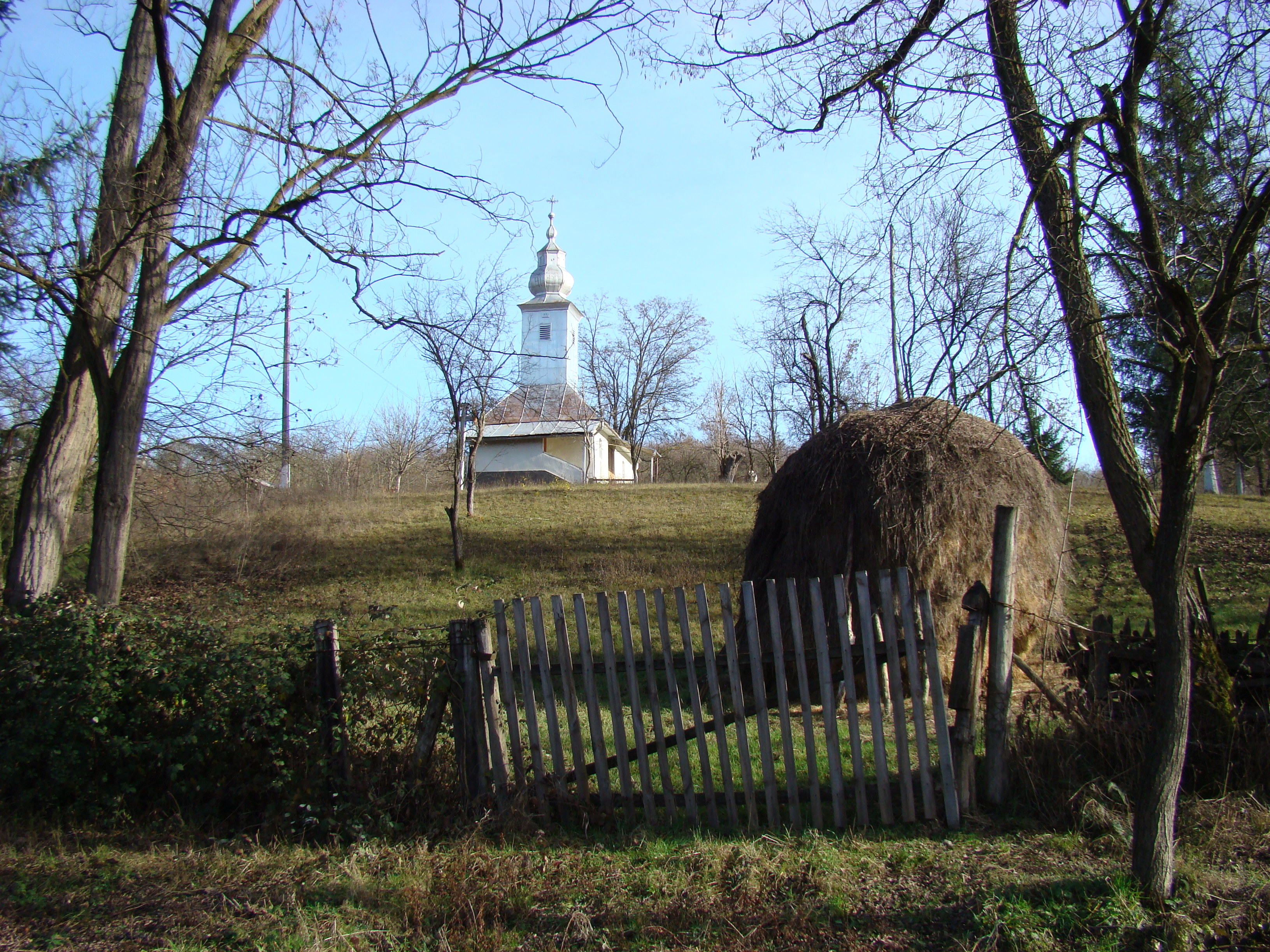
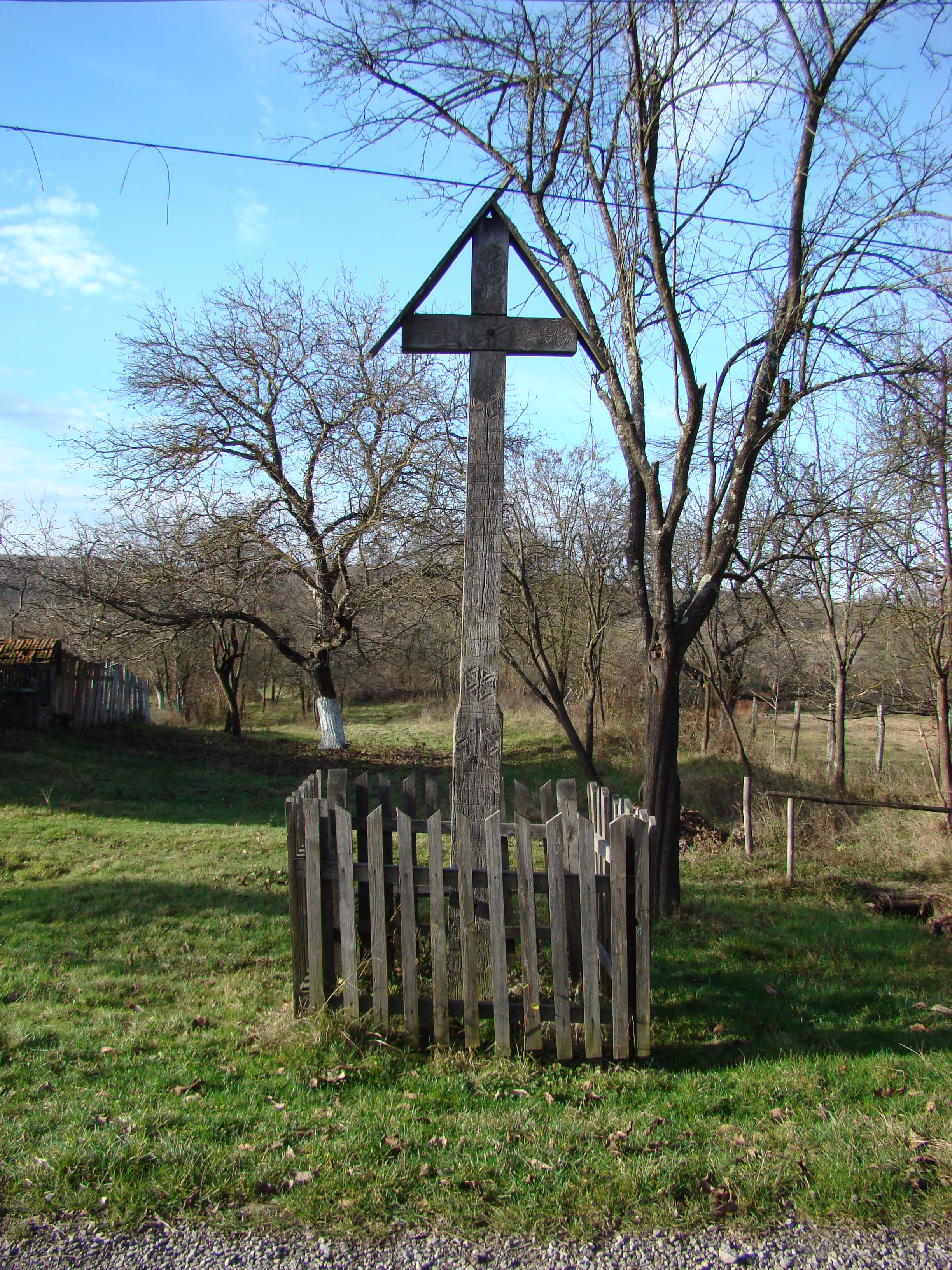
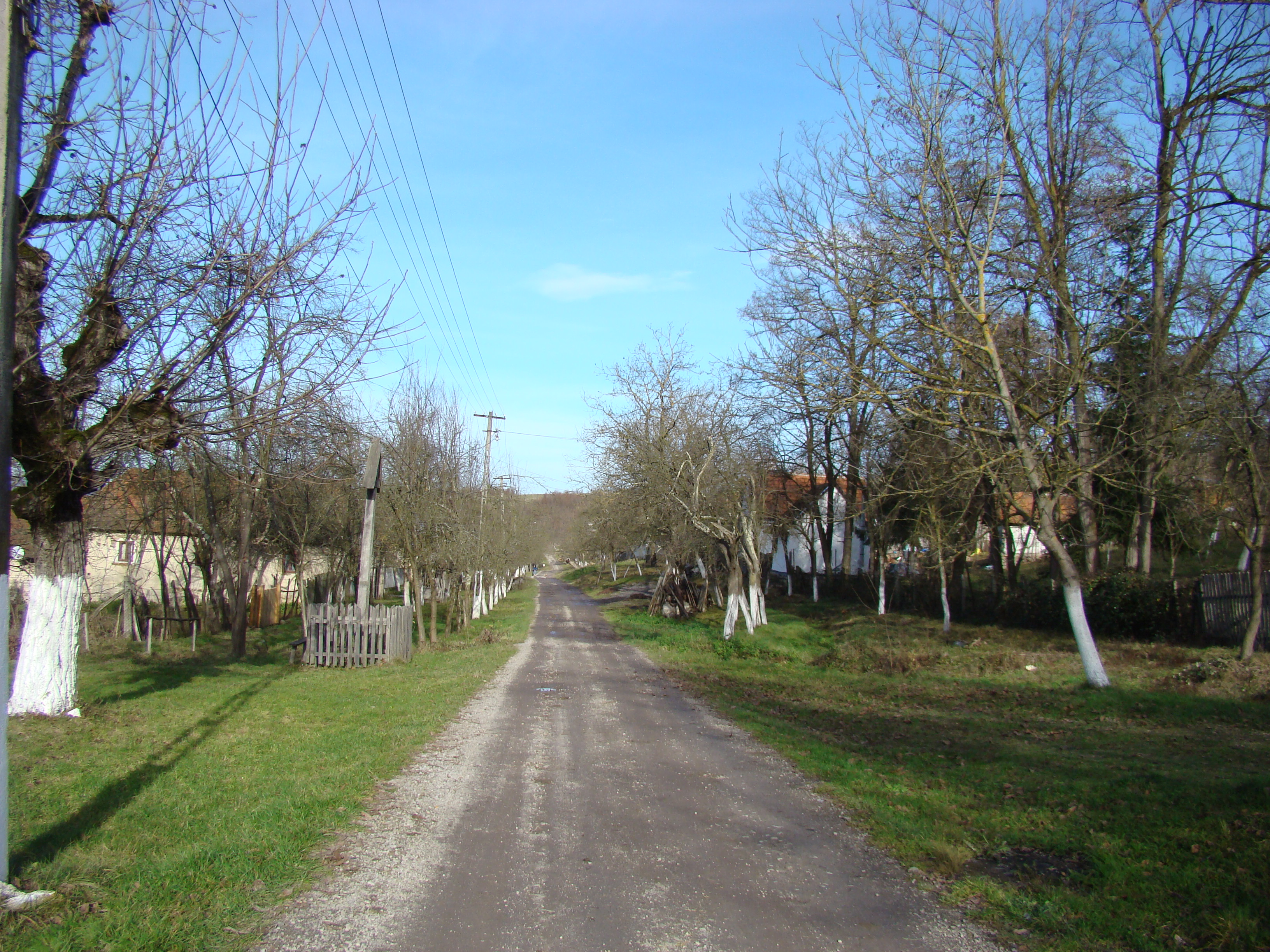